# Gieorgij Kotyszew
Gieorgij Anisimowicz Kotyszew (ros. Георгий Анисимович Котышев, ur. 1904 we wsi Nikołajewka w guberni tomskiej, zm. w czerwcu 1989 we Frunzem) – funkcjonariusz radzieckich służb specjalnych, pułkownik.

## Życiorys
Do 1919 uczył się w szkole handlowo-przemysłowej w Semipałatyńsku, gdzie później pracował m.in. w warsztacie rzemieślniczym oraz w sądzie jako sekretarz i pełnomocnik, od października 1926 do grudnia 1928 odbywał służbę wojskową jako pomocnik dowódcy plutonu w Turkiestańskiej ASRR. Od lutego 1929 pracował w organach GPU, we wrześniu 1930 został przyjęty do WKP(b), od 10 października 1932 do 1 lutego 1939 był szefem kolejno kilku rejonowych oddziałów GPU/NKWD w obwodzie ałmaackim, a od 1 lutego do 25 listopada 1939 szefem sekcji śledczej Zarządu NKWD obwodu ałmaackiego. Następnie pracował w centrali NKWD Kazachskiej SRR jako szef Wydziału 4 i zastępca szefa Wydziału 3 Zarządu Więziennictwa, później od 14 marca do 6 sierpnia 1941 był szefem Zarządu NKGB obwodu pawłodarskiego, a od 6 sierpnia 1941 do 18 lipca 1943 szefem Zarządu NKWD obwodu pawłodarskiego, 28 kwietnia 1941 otrzymał stopień starszego porucznika bezpieczeństwa państwowego. Od 18 lipca 1943 do 17 lipca 1947 był szefem Zarządu NKWD/MWD obwodu karagandyjskiego, 21 sierpnia 1943 został awansowany na podpułkownika bezpieczeństwa państwowego, od września 1947 do 24 listopada 1948 był szefem wydziału spraw wewnętrznych Zarządu Wojskowego Komendanta Sowieckiego Sektora Berlina, a od 10 lutego do 19 lipca 1949 Zarządu Wojskowego Komendanta Meklemburgii. Od 24 września 1949 do 31 marca 1953 był szefem Zarządu MWD obwodu frunzeńskiego, 6 kwietnia 1951 otrzymał stopień pułkownika, od kwietnia 1953 do 18 maja 1954 był szefem Wydziału Więziennictwa MWD Kirgiskiej SRR, a od 18 maja 1954 do 27 września 1956 ponownie szefem Zarządu MWD obwodu frunzeńskiego, następnie został zwolniony ze służby.

## Odznaczenia
- Order Lenina (25 czerwca 1954)
- Order Czerwonego Sztandaru (21 maja 1947)
- Order Czerwonej Gwiazdy (trzykrotnie, 20 września 1943, 8 kwietnia 1944 i 15 stycznia 1945)
- "Odznaka "Zasłużony Pracownik NKWD" (11 kwietnia 1944)
- Odznaka "50 lat członkostwa w KPZR"

I 4 medale.